# ARTA Records
ARTA Records is een Tsjechisch platenlabel voor jazz, klassieke muziek en wereldmuziek (waaronder klezmer) gevestigd in Praag. Het label brengt voornamelijk muziek uit van Tsjechische musici.
Jazz-artiesten die op het label uitkwamen zijn onder meer Luboš Andršt, Matej Benko, Laco Deczi, František Kop, Rudy Linka, George Mraz, Roman Pokorný, Jiři Stivin, František Uhlíř, Emil Viklický en de groepen Hot Line, Madfinger, Naima, Night Optician's, TUTU en Veleband. Klassieke artiesten zijn onder meer de organist Peter van Dijk, Petr Hejný, Robert Hugo, Andreas Kröper, Jana Lewitová, Miroslav Pudlák, Jiří Stivín, Petr Wagner en de ensembles Antiquarius Consort Praga, Dolezal Quartet, Hipocondria Ensemble, Kvinterna, Pro arte antiqua Praha en Ritornello.